# Конрад фон Альберті
Конрад Вольфганг фон Альберті (нім. Konrad Wolfgang von Alberti; 17 липня 1894, Штутгарт — 1 серпня 1967, Штутгарт) — німецький воєначальник, генерал-майор вермахту.

## Біографія
Син оберста Арманда фон Альберті (1866—1919) і його дружини Елізабет, уродженої баронеси Кеніг фон унд цу Вартгаузен (1868—1942). 23 червня 1913 року вступив в Імперську армію. Учасник Першої світової війни. Після демобілізації армії залишений в рейхсвері. З 12 жовтня 1937 року — командир 2-го батальйону 50-го піхотного полку, з 24 вересня 1939 року — 3-го батальйону 284-го піхотного полку. З 10 листопада 1939 року — комендант 580-ї, з 17 липня 1941 року — 240-ї польової комендатури. З 2 травня по 10 червня 1942 року — офіцер для особливих доручень в штабі 1-ї танкової армії. З 20 червня 1942 року — командир 179-го піхотного полку. 7 січня 1943 року поранений і відправлений на лікування. З 22 лютого по 20 березня 1943 року пройшов курс командира дивізії. З 16 травня по 12 вересня 1943 року — командир 246-ї піхотної дивізії. 28 вересня 1943 року отримав наказ перевірити систему навчання і підготовки офіцерів в 5-му військовому окрузі. З 15 листопада 1943 року — керівник штабу навчання та інвентаризації 13-го військового округу. З 24 липня по 1 жовтня 1944 року — керівник 182-го командування зв'язку при італійській 3-й дивізії морської піхоти «Сан-Марко». З 25 жовтня 1944 року — комендант Мангайма. З 1 листопада 1944 року — командир 12-го району бойових дій «Південь». З 26 березня 1945 року — командир бойової групи «фон Альберті». 5 травня 1945 року взятий в полон союзниками.  26 червня 1947 року звільнений.

## Сім'я
4 вересня 1917 року одружився з Гільдою Краусс (1896—1963). В пари народились 4 сини (1920—1996; 1921; 1926—1945; 1934).
В 1964 році одружився з Інгою Зельбах (1901—1983).

## Звання
- Лейтенант без патенту (7 серпня 1914)
  - 17 жовтня 1916 року отримав патент від 19 грудня 1912 року.
- Оберлейтенант (22 березня 1918)
- Гауптман (1 квітня 1926)
- Ротмістр (1 квітня 1931)
- Гауптман (1 травня 1933)
- Майор (1 липня 1934)
- Оберстлейтенант (1 січня 1937)
- Оберст (1 листопада 1939)
- Генерал-майор (1 квітня 1943)

## Нагороди
- Залізний хрест
  - 2-го класу (6 жовтня 1914)
  - 1-го класу (20 жовтня 1916)
- Орден Фрідріха (Вюртемберг), лицарський хрест 2-го класу з мечами (7 березня 1915)
- Хрест «За військові заслуги» (Австро-Угорщина) 3-го класу з військовою відзнакою (4 травня 1916)
- Орден «За військові заслуги» (Вюртемберг), лицарський хрест (10 листопада 1916)
- Нагрудний знак «За поранення» в чорному (22 травня 1918)
- Почесний хрест ветерана війни з мечами (20 грудня 1934)
- Медаль «За вислугу років у Вермахті»
  - 4-го, 3-го і 2-го класу (18 років; 2 жовтня 1936)
  - 1-го класу (25 років; 26 червня 1938)
- Застібка до Залізного хреста
  - 2-го класу (1 листопада 1939)
  - 1-го класу (9 жовтня 1941)
- Хрест Воєнних заслуг
  - 2-го класу з мечами
  - 1-го класу з мечами (30 січня 1942)
- Медаль «За зимову кампанію на Сході 1941/42» (28 вересня 1942)
- Штурмовий піхотний знак в сріблі (24 березня 1943)
- Почесна застібка на орденську стрічку для Сухопутних військ (29 березня 1943)